# Das Linsengericht
Das Linsengericht, die erste Buchveröffentlichung des Schweizer Schriftstellers Rudolf Jakob Humm, erschien 1928 in Freiburg im Breisgau. Das Werk, ein Roman mit autobiographischen Zügen, begleitet eine Gruppe von Freunden, Verwandten und Bekannten, die um die Jahreswende 1927/28 zusammen zwei Wochen Skiferien in Adelboden verbringen. Die Analysen eines Empfindsamen, wie das Werk im Untertitel heisst, beschäftigen sich dabei primär mit der Gruppenpsychologie und haben es Humm ermöglicht, zum ersten Mal mit einem grösseren Werk als Autor hervorzutreten. Das Buch ist weitgehend in einem leichten, ironischen Ton gehalten und verhandelt damals aktuelle Fragen wie das Neue Bauen oder die verabsolutierte Rationalität in den Geschlechterbeziehungen. Ausserdem erscheinen zahlreiche bekannte Persönlichkeiten, wenn auch meist unter geändertem Namen. Dies alles macht das Buch zu einem über das Private hinaus interessierenden Werk.

## Handlung
An Weihnachten 1927 fahren fünf jüngere Leute ins Berner Oberland. Sie fahren auf zwei Wochen, um Skiferien zu verbringen. Im Ortsteil Ausserschwand in Adelboden beziehen sie eine Hütte. Weitere fünf Personen werden in den nächsten Tagen zu den Freunden stossen. Sechs andere Bekannte logieren in einem Chalet, genannt „Im Boden“. 
Die Hauptgruppe in Ausserschwand besteht aus folgenden Personen:
| Nr. | Name                   | Besonderes |
| --- | ---------------------- | --- |
| 1   | Humm                   | Ich-Erzähler. Ursprünglich Mathematiker, versucht, als Schriftsteller Fuss zu fassen. Fühlt sich nicht voll akzeptiert in der Gruppe und steckt in einer Auseinandersetzung mit Fredi, von dem er sich nicht ernst genommen fühlt.                                            |
| 2   | Lilli                  | Frau von Humm, Schwester von Klärli; schottischer Herkunft, in der Schweiz assimiliert; manchmal bettlägerig, da schwanger. |
| 3   | Klärli                 | Schwester von Lilli, verheiratet mit Fredi, Architektin. Schottischer Herkunft, in der Schweiz assimiliert; sonnt sich in der Verehrung anderer Männer, was ihr hilft, nicht als bürgerlich zu erscheinen.                                                                    |
| 4   | Fredi                  | Verheiratet mit Klärli; trotz seiner erst ca. 28 Jahre bereits ein etablierter, erfolgreicher Architekt, Vorkämpfer für die Bewegung des Neuen Bauens. Sieht sich gerne im Zentrum der Gruppe und wer von ihm nicht anerkannt ist, hat es schwer.                             |
| 5   | Lesi, eigentlich Lizzi | Holländerin, Frau von Baruch. Weckt mit ihrem geheimnisvoll-exotischen Wesen erotische Phantasien |
| 6   | Baruch                 | Ehemann von Lesi, Bruder von Simon, Chemiker, polnischer Jude, in der Schweiz assimiliert |
| 7   | Simon                  | Bruder von Baruch, verheiratet mit einer Schwester von Lesi, Advokat, polnischer Jude, in der Schweiz assimiliert |
| 8   | Ignaz                  | Maler, verheiratet mit einer Schwester von Lesi. Ist etwas älter als die übrigen in der Gruppe, abgeklärter, und strahlt eine gewisse natürliche Autorität aus. Ist von allen geschätzt.                                                                                      |
| 9   | Eggi                   | Hat ein Techtelmechtel mit Klärli, jedenfalls so lange ihr Mann, der ein paar Tage später anreist, noch nicht da ist. |
| 10  | Werner                 | 21-jährig und bereits ein anerkannter Musikgelehrter, in Berlin mit wichtigen Persönlichkeiten befreundet. Er hat im Alter von 17 Jahren zu Bach publiziert und später ein Buch über den Tanz veröffentlicht. Ausserdem ist er Orientalist und auch in Mathematik beschlagen. |

„Im Boden“ wohnen folgende Personen:
| Nr. | Name     | Besonderes                                                                                              |
| --- | -------- | --- |
| 11  | Turgi    | Kunsthistoriker, verheiratet mit Turandot; Humm bezeichnet ihn einmal als seinen einzigen wahren Freund |
| 12  | Turandot | Verheiratet mit Turgi, verliebt in Mäloni, gerät aus nie geklärten Gründen in einen Streit mit Klärli   |
| 13  | Köbi     | Künstler                                                                                                |
| 14  | Mäloni   | Verliebt in Turandot                                                                                    |
| 15  | Sigurd   | Still, feinfühlig; Bruder von Baldur                                                                    |
| 16  | Baldur   | Überschwenglicher Range, Bruder von Sigurd                                                              |

Die ersten Tage in Adelboden vergehen friedlich mit Skiwanderungen auf das Hahnenmoos, wo ein Bergrestaurant Gelegenheit zu Erholung und Stärkung bietet, und anschliessenden Abfahrten zurück ins Dorf. Eggi beginnt eine Romanze mit Klärli und Humm widmet sich hauptsächlich Lesi, die wegen ihrer zurückhaltenden Art eine geheimnisvolle Aura umgibt. Die Stimmung kippt nach ein paar Tagen schlagartig, als Fredi anreist, der ein Dominanzgehabe an den Tag legt. Seinen Rivalen Eggi straft er mit Nichtbeachtung und Humm – der immerhin sein Schwager ist – versucht er auszugrenzen. Humm fühlt sich zurückgesetzt und als Mensch nicht voll anerkannt; schon früher hatten Fredi und Klärli versucht, ihn von ihren Freunden, besonders Ignaz und Lesi, fernzuhalten. Humms Kampf um Anerkennung durch Fredi macht einen wesentlichen Teil des Buches aus.
Mit dem Eintreffen Werners, der als letzter ankommt, ergibt sich eine weitere Komplikation, denn der Ausnahmemensch, als der er in Berlin gilt und behandelt wird, kann sich schlecht in die Gruppe der Freunde einfügen und provoziert diese mit seinem demonstrativen Wichtigtun. Er bezeichnet sie geradezu als rückständig, da sie von vielem, was in Berlin den intellektuellen Diskurs bestimmt, nichts wissen wollen. Vollends macht er sich unmöglich, als er die Absicht andeutet, ein Buch über das Skifahren schreiben zu wollen, er, der darin viel weniger Erfahrung hat als alle anderen.
So bestehen in der Gruppe mancherlei Spannungen. Dazu gehört auch die unterschwellige Rivalität zwischen denen in Ausserschwand und jenen „Im Boden“. Aber es gibt auch Erfreuliches und Humorvolles. Zu den eher unterhaltsamen Reminiszenzen gehört die Geschichte von Eggi, der am Silvesterball in einem mondänen Hotel die Damenwelt mit einem wilden Charleston („Solo-Excentric-Charleston“) so erfolgreich in den Bann schlägt, dass er von den dort tonangebenden Engländern, die die Konkurrenz fürchten, kurzerhand und unsanft auf die Strasse befördert wird.
Das als „Nachtrag“ bezeichnete letzte Kapitel des Buches, das in einem Abstand von sechs Monaten zu den ersten elf Kapiteln geschrieben ist, lässt das Werk auf einer melancholischen Note ausklingen. Humm hat sich zwar mit Ignaz angefreundet, zu allen andern ist die Distanz aber eher grösser geworden, Misstrauen hat um sich gegriffen. Immerhin, Klärli erscheint Humm gereifter: sie ist schwanger und nicht mehr so sehr darauf erpicht, allen Anflug von Bürgerlichkeit zu vermeiden.
Geradezu tragisch ist das Schicksal Werners: Er hat sich das Leben genommen, was für Humm in eine bittere Anklage mündet:

„Man muss wieder Geschichten schreiben, nicht sich den Menschen zu erklären suchen – Gott seine Menschen selbst zu überantworten. Denn dass wir in diese grauenhaften Einzelungspuppen gestopft wurden, ist eine Schuld, die hier auf Erden keinen Richter findet, ob wir ihn auch suchen, ausser in uns selbst, wenn wir vor Gott stehen. Man muss ihm Geschichten schreiben, dass er uns demütig erlöse, nicht von unserer, sondern von seiner Schuld.“

Von Ignaz muss er sich immerhin sagen lassen, es sei „doch ein billiger Ausweg. Das mit Gott? Wir waschen unsere Hände in Unschuld, Schuld ist der Herr? Ein verteufelt bequemer Schluss.“ Ignaz möchte ihn stattdessen verpflichten, den Roman Werners zu schreiben, „Werner von innen zu schildern“. Humm muss ihm recht geben, empfindet es aber als „ungeheuer schwer“.

## Form
Das Linsengericht trägt keine Gattungsbezeichnung. Wie selbstverständlich wird es meist als Roman bezeichnet, so z. B. auch vom Autor selbst im Abstand von mehr als 40 Jahren. Wir hätten es demnach mit einem fiktionalen Text zu tun. Etwaige Ähnlichkeiten von Figuren im Buch mit Personen der übrigen Wirklichkeit wären allenfalls zufällig, jedenfalls für das Verständnis des Textes nicht relevant. Bei der Niederschrift und ganz kurz danach scheint R. J. Humm es noch anders gesehen zu haben. In einem Brief vom Dezember 1928 schreibt er: „Das Buch ist kein Roman, sondern ein Traktat.“ Die Ich-Form und die Namensidentität des Ich-Erzählers, der auch der Protagonist ist, mit dem Autor weist in die Richtung der Autobiographie. Der Ich-Erzähler bedient denn auch das Stereotyp jeder Autobiographie, die Beteuerung, nur die Wahrheit zu erzählen – und ironisiert es zugleich: „Ich bilde mich und alle, die in dieser Geschichte vorkommen, genau so ab, wie wir im Leben sind oder wie ich sie im Leben sehe. Auch ändere ich an den Begebenheiten nichts, ich stelle sie nur wieder her.“ Tatsächlich beruhen die geschilderten Vorkommnisse auf realen Begebenheiten und stehen hinter den geschilderten Figuren Personen des realen Lebens, wie man dem Nachwort von Eric Streiff – der selber als Teilnehmer in Adelboden mit dabei war – entnehmen kann. Er möchte das Buch zwar nicht als Schlüsselroman verstanden wissen, verrät aber doch von einigen Figuren, welche realen Personen sie abbilden. Aufgrund seiner Angaben und weiterer Informationen ergibt sich folgendes Bild:
| Nr. | Figur    | Person in der Realität |
| --- | -------- | --- |
| 1   | Humm     | Rudolf Jakob Humm (1895–1977), Studium der Physik und der Mathematik, später der Nationalökonomie. Seit 1922 freier Schriftsteller. Heirat 1923 mit Lili Humm-Crawford, Autor von Das Linsengericht. |
| 2   | Lilli    | Lili Humm-Crawford (1896–1979), seit 1923 mit R. J. Humm verheiratet, in Zürich aufgewachsene schottischstämmige Künstlerin, Schwester von Flora. |
| 3   | Klärli   | Flora Steiger-Crawford (1899–1991), Schwester von Lili, Architektin, Möbeldesignerin und Bildhauerin; die erste diplomierte Architektin der Schweiz. Seit 1924 verheiratet mit Rudolf Steiger |
| 4   | Fredi    | Rudolf Steiger (1900–1982), Architekt, bedeutender Vertreter des Neuen Bauens. Arbeiten zusammen mit seiner Frau Flora und später im Büro Haefeli Moser Steiger. Beteiligt an der Überbauung Neubühl in Zürich, in der die Familie Humm von 1931 bis 1934 wohnte.                                                     |
| 5   | Lesi     | Henriette Louise Reichstein-Quarles van Ufford (1898–1993), genannt Lizzy, gebürtige Niederländerin. Seit 1927 verheiratet mit Tadeus Reichstein. Stand Pate zur Figur „Woly“ in Hans Morgenthalers gleichnamigem Roman von 1924, was wiederum seinen Niederschlag im Linsengericht fand.                             |
| 6   | Baruch   | Tadeus Reichstein (1897–1996), jüdischer, polnischstämmiger, in der Schweiz lebender Chemiker. Seit 1927 verheiratet mit Henriette Louise Reichstein-Quarles van Ufford, Bruder von Adam Reichstein. Erhielt 1950 den Nobelpreis für Medizin.                                                                         |
| 7   | Simon    | Adam Reichstein (1899–1988), jüdischer, polnischstämmiger, in der Schweiz lebender Jurist. Bruder von Tadeus, seit 1925 verheiratet mit Madeleine Henriette Reichstein-Quarles van Ufford (1894–1975), einer Schwester von Henriette Louise und Maria Catarina                                                        |
| 8   | Ignaz    | Ignaz Epper (1892–1969), Maler. Verheiratet mit der Malerin Maria Catarina Epper-Quarles van Ufford (1901–1978), genannt Mischa, einer Schwester von Henriette Louise und Madeleine Henriette. Die Erstausgabe des Linsengerichts enthält 20 Federzeichnungen Ignaz Eppers.                                           |
| 9   | Eggi     | Eric Streiff (1901–1988), genannt „Eggi“; Journalist, 1951–1968 Redaktor bei der Neuen Zürcher Zeitung, Verfasser des Nachworts zum Linsengericht in der Ex-Libris-Ausgabe. |
| 10  | Werner   | Wolfgang Graeser (1906–1928), Musikologe und Mathematiker schweizerischer Abstammung, zum Teil in Italien aufgewachsen, in Berlin lebend. Gab im Alter von 17 Jahren eine Orchesterfassung von Bachs Die Kunst der Fuge heraus, womit er viel Anerkennung fand. Veröffentlichte 1927 ein Buch über den modernen Tanz. |
| 11  | Turgi    | Walter Hugelshofer (1899–1987), Kunsthistoriker. Seit 1926 verheiratet mit Alice Reinhart. Vermittelte R. J. Humm den Verleger für Das Linsengericht. |
| 12  | Turandot | Alice Hugelshofer-Reinhart, Lehrerin. Seit 1926 verheiratet mit Walter Hugelshofer. |
| 13  | Köbi     | Jakob Flach (1894–1982), Schriftsteller, Puppenspieler und Maler |
| 14  | Mäloni   | Brüder von Eric Streiff |
| 15  | Sigurd   | Brüder von Eric Streiff |
| 16  | Baldur   | Brüder von Eric Streiff |

Vergleicht man die persönlichen und familiären Verhältnisse der Figuren im Buch mit denen der Personen in der „Realität“, so stellt man eine weitgehende Übereinstimmung fest. Einige Namen sind geändert, zum Teil explizit aus Gründen des Persönlichkeitsschutzes, so bei Simon und Baruch. Bei Fredi und Klärli wiederum, wo die Namen auch geändert sind, haben wir die umgekehrte Behauptung: „[…] dass mein Widersacher tatsächlich Fredi heisst. Der Wahrheit gemäss; so haben ihn seine Eltern getauft. […] Seine Frau heisst Klara, Klärli, nach der Landessitte. Hätte ich einen Roman schreiben wollen, ich hätte sie vielleicht Nora oder Euryanthe oder Monika, Franziska, Imogen, Iris genannt.“ Auch hier also wieder die für Autobiographien typische Berufung auf die Wahrheit und die Behauptung, keinen Roman schreiben zu wollen – wobei „Roman“ hier eventuell nicht so sehr im Sinne der literarischen Gattung zu verstehen ist, sondern im Sinne der Liebesgeschichte.
Ein wesentliches formales Element ist die durchgängige Metaebene, auf der der Schreibende über das Schreiben reflektiert – auch dies typisch für das autobiographische Schreiben. Das beginnt schon ganz am Anfang mit dem Vorsatz des Erzählers, sich stilistisch an gewisse Vorbilder zu halten, steigert sich dann im Kapitel 11, wo gewisse inhaltliche Fragen mit Personen aus der Erzählung erörtert werden, und es kulminiert im „Nachtrag“, in dem das Schicksal einiger der Personen, wie es sich seit dem Aufenthalt in Adelboden entwickelt hat, verhandelt wird. Hier lässt vor allem der erschütternde Tod Werners die beschriebenen Ereignisse in einem ganz neuen, tragischen Licht erscheinen. Aus frivolem Spiel ist bitterer Ernst geworden, aus lässiger Ironie verzweifelte Anklage. Der Umschlag markiert das Verfliessen der Grenzen zwischen Schreibendem und Erlebendem, zwischen Autor und Erzähler. Martin Kraft hat in seinem Nachruf auf R. J. Humm auf den innovativen Charakter dieses Elements hingewiesen:

„Die formale Kühnheit seiner Werke – angefangen beim 1928 erschienenen Erstling «Das Linsengericht» –, vor allem im avantgardistischen Spiel mit der Position des Erzählers, der sich schreibend ins selber Geschriebene hineinbegibt, wurde schließlich zum Allgemeingut und damit nicht mehr als solche anerkannt.“

Das Buch hat also deutliche autobiographische Züge, muss aber nicht als Autobiografie verstanden werden. Man muss nicht wissen, welche realen Persönlichkeiten sich hinter welchen Figuren verbergen. Man kann Das Linsengericht auch als rein fiktionales Werk, als Roman eben, lesen. Der Autor bewegt sich in diesem Buch haarscharf entlang der Grenze zwischen den Formen und spielt mit ihnen.

## Stil
Das Buch beginnt mit der Feststellung: „Man liebt heute einen kristallklaren Stil.“ Und der Ich-Erzähler leitet daraus den Vorsatz ab, „eine kristallklare Erzählung“ hinzuschreiben. „In kristallklarem Stil und aus kristallklarer Wahrheit gefügt.“ Am inflationären Gebrauch des Wortes „kristallklar“ kann schon hier die Ironie festgestellt werden, jedoch noch ohne zu wissen, worauf sie gemünzt ist. Bald aber wird klar: Die Ironie zielt auf einen verabsolutierten Rationalismus, der sich – für das Buch am unmittelbarsten – im Ansatz des „Neuen Bauens“ manifestiert, dessen prominente Vertreter Fredi und Klärli sind, und das diese auch als Gegenprogramm gegen die verachtete Bürgerlichkeit sehen. Diese Ironie prägt den Stil des Buches über weite Strecken. So heisst es etwas später: „Und ich will auch ernst bleiben dabei, jeden Humor aus mir tilgen, sachlich, klar, wahr, materialgerecht. Denn schliesslich übernehme ich ihren Stil [d. h. den Stil der Architekten Fredi und Klärli].“ Oder: „Eine Geschichte muss Frauen haben, das ist klar. Dann ist sie klar.“ Diese Ironie kann sich bis zum Sarkasmus steigern, gerade wenn es um Fredi und Klärli geht und um ihren Kampf gegen die Bürgerlichkeit:

„Freilich sind die Familien Fredis und die Familien Klärlis sehr bürgerlich […]. Und die Kleinbürgerlichkeit dieser Leute ist ihnen eine unerschöpfliche Fundgrube von Witzen. Aber weil es eben doch ihre, ihre eigenen Familien sind, […] hat es natürlich auch gar nichts Besonderes an sich wenn sie an den Nachtmählern und den Geburtstagsfesten und den Begräbnissen dieser Familien teilnehmen, denn es geschieht ja notgedrungen, aus Furcht vor Tadel oder aus Pietät oder um zu erben, und vollkommen unbeschadet also ihrer grundsätzlich antibürgerlichen Einstellung.“

Ironisch ist auch der Gebrauch der Mathematik, dieser rationalsten aller Wissenschaften, im Dienste der Argumentation gegen die Verabsolutierung der Ratio im Rahmen des Neuen Bauens und damit also gegen dessen Vertreter, das Architektenpaar Fredi und Klärli:

„Ich könnte meine ganze kristallklare Geschichte auflösen in eine Algebra von Namen, in der die beiden rationalen Unbestimmten «Fredi» und «Klärli» sich vergeblich bemühen, die grosse klare Irrationale «Ignaz» näherungsweise zu erreichen. Bekanntlich sind in der Mathematik die rationalen Zahlen in der verschwindenden Minderheit und haben keine Kraft […].“

Die Ironie zeigt sich schliesslich auch in einem gewissen Understatement, mit dem die Erzählung eine Leichtigkeit vorgaukelt, die mühelos über ihre eigene Ernsthaftigkeit hinwegtäuschen könnte. Das tönt dann so: „Meine Erzählung dreht sich um eine Frau. Eigentlich um zwei. Um viele Frauen. Um Liebesspiel und Herzensgetändel, Geometrie, Geflecht.“ Auch hier also, wie beim Formalen, ein Spiel mit den Leseerwartungen.

## Kritik
R. J. Humm erwähnt im Vorwort zur Neuausgabe von 1974, das Buch sei „von der Kritik in Deutschland begeistert aufgenommen“ worden. Zunächst aber sah es düster aus. Eduard Korrodi bemängelte in seiner Rezension in der Neuen Zürcher Zeitung, dass die Figuren im Buch „nicht so interessant reproduziert“ seien, „wie sie als generelle Typen sind.“ Am meisten störte ihn die Behandlung Werners, der nur „äusserlich […] glänzend porträtiert“, aber inwendig nicht erkannt sei – ein Punkt, der im Linsengericht selber erwähnt ist, aber als ungeheuer schwer zu erfüllendes Desiderat. Korrodi spricht im Zusammenhang mit der Behandlung Werners gar von der „Hybris des Autors“. Seine Rezension schliesst:

„In manchen Details ist Humm ein witziger Reporter. Wo er allgemeine Konversationsthemen der Intellektuellen von heute berührt, feuerwerkt er kräftig mit. Sein Stil hat Einfälle. Aber trotz alledem, muß man die Freundschaft hergeben für das Linsengericht einer Wahrheit, die doch nur die halbe sein kann? Ein Dichter hätte aus dem Gericht ein Gedicht gemacht.“

Für den Berner Bund handelt es sich beim Linsengericht um eine „Zürcher Lokalangelegenheit“, ja sogar um eine „Familienangelegenheit im Grunde, an der teilzunehmen wir ganz gegen unseren Willen gezwungen sind.“ Und er lässt seine Rezension auf einem ähnlichen Ton ausklingen wie Korrodi:

„Man mag bewundern, welche Reaktionsfähigkeit der Verfasser des Buches in den Dienst seines hemmungslosen Bekenntnisdrangs zu stellen hatte. Das macht das Werk zum unbeschönigten Dokument. Auch der heftige und andauernde Kampf gegen die Verstandeskälte, die der Linsenrichter bei seinen Gefährten als blassen Hintergrund ihrer Lebensauffassung wittert, kann den Leser rühren. Aber wie hätte er uns erschüttert, wenn er Gestalt und anschaulich geworden wäre; so blieb es nur – auf den besten Seiten des Buches – gestammelt.“

Am 18. Januar 1929 bringt die Basler National-Zeitung eine Notiz Hermann Hesses, die in einem positiveren Grundton gehalten ist:

„Auch das »Linsengericht« von R. J. Humm (Urban-Verlag in Freiburg i. Br.) hat mir gefallen. Es sind zarte, gefühlig nachtastende Aufzeichnungen aus einer Jugend, hie und da ein wenig jugendlich-altklug, hie und da entzückend voll echter Jugend, die sich wie echte Liebe bald schamhaft, bald schamlos gibt. Es ist das zarte Buch eines Sensiblen, vielleicht ist er zu wenig smart und zu wenig dumm für den Erfolg, vielleicht bleibt er unverstanden.“

Und am 15. Februar 1929 schreibt Hesse in der Berliner Vossischen Zeitung:

„In diesen Tagen hatte ich allerlei neue Bücher bei mir und einige machten mir Freude, so der kleine Roman „Das Linsengericht“ von R.Humm (Urban-Verlag Freiburg i. B.). Dieses jugendliche, ebenso grüblerische wie spielerische Buch eines differenzierten und sensiblen jungen Geistigen gibt und verspricht viel; Humm ist mehr als nur ein Talent.“

Spätere Hinweise auf das Buch machen es vor allem als frühen Zeugen namhaft dafür, wie wichtig R. J. Humm der Umgang mit andern Menschen ist. So zitieren sowohl Werner Weber in seiner Laudatio zum Zürcher Literaturpreis 1969 als auch Elsbeth Pulver in ihrem Beitrag unter dem Titel „In Menschen wohnen“ zum 100. Geburtstag R. J. Humms 1995 den Satz: „Ich wohne in den Menschen und brauche kein Haus.“

## Interpretation
Die Auseinandersetzung des Ich-Erzählers mit dem Architekten Fredi steht im Zentrum des Linsengerichts. Damit ist der Gegenstand der Ironie auch der Hauptgegenstand des Buchs. Die Ironie wird zum Hauptwerkzeug der Kritik, die nicht nur die offenbar schwierige Persönlichkeit des Schwagers ins Visier nimmt, sondern auch den Anspruch mit dem das Neue Bauen vertreten wird, die seelenlose Rationalität und das zum Teil verkrampfte Bemühen, jeden Anschein von Bürgerlichkeit zu vermeiden. Aus der Sicht Eric Streiffs, der als Eggi in Adelboden seinem ganz eigenen Liebesabenteuer mit Klärli nachgegangen war, nimmt sich das so aus:

„Ich selbst ahnte nicht, was sich während den vierzehn Tagen in Adelboden in Humms Geist und Gemüt abspielte. Dass es zwischen ihm und Fredi zu gelegentlichen Sticheleien kam, bemerkte ich wohl, doch war ich viel zu sehr mit mir und meinem Liebestraum beschäftigt, als dass ich gesehen hätte, unter welchem Druck Humm stand. Erst als ich sein Buch zu Ende gelesen hatte, wurde mir bewusst, dass sich hinter seinem verhaltenen, nur selten in die Ironie flüchtenden Benehmen eine tiefe Unsicherheit verbarg: die Unsicherheit des Schwächeren, der es nicht wagte, seinem Widersacher offen entgegenzutreten. […]

Was Humm dem als Widersacher empfundenen Fredi nicht offen ins Gesicht hinein zu sagen wagt, schreibt er sich in seinem Roman vom Herzen. Und da er die Ironie liebt, verwendet er dabei den Stil, dessen Anwendung er seinem häuserbauenden Gegner vorwirft.“

Humm hatte sich zum Zeitpunkt der Handlung als Schriftsteller noch nicht bewiesen. Die Inferiorität, die Fredi ihn spüren liess, fühlte er auch selber. Die Auseinandersetzung wird von Humm als „bitterböses Vorhaben“ geplant. Die Energie dazu liefert ihm seine Empfindsamkeit, die im Untertitel des Buches schon angeführt wird. Die Feststellung „dass eines ist Häuser bauen, eines Erzählungen spinnen“, die schon auf der ersten Seite steht, erweist sich als Kampfansage an den Architekten. Das bitterböse Vorhaben führt zum Erfolg. Das Buch wird zum literarischen Durchbruch R. J. Humms und seine Persönlichkeit ist gefestigt. Am Ende ist Humm seinem Widersacher dafür sogar dankbar: „Aber ihm verdanke ich es, dass ich mich endlich gefunden habe.“ Und so erklärt sich auch der Titel Linsengericht, anspielend auf die biblische Erzählung von Esau, der seinem jüngeren Zwillingsbruder Jakob sein Erstgeburtsrecht für ein Linsengericht verkauft hat (Gen 25,29–34 ): „Das Erstgeburtsrecht der Freundschaft habe ich freilich verkauft um das Linsengericht öffentlich bekennender Tat. Weil mich hungerte.“
Wie Eric Streiff festhält, ging es R. J. Humm nicht nur darum, „sich von seinem Fredi-Komplex zu befreien“, sondern „auch um Gruppenpsychologie.“ In den Fokus rücken dabei hauptsächlich Klärli und Werner. Klärli hat in ihrem Verhalten etwas Aufgesetztes, Unechtes, auch Fassadenhaftes, das Humm immer wieder dazu reizt, sie herauszufordern, was er selber als „Niedertracht“ empfindet, und was regelmässig mit einer heftigen, zornigen Reaktion endet, mit der ihn Klärli zurechtweist. An dieser Figur vornehmlich exemplifiziert sich Humms Kritik an der übersteigerten Rationalität und an der gewollten Antibürgerlichkeit – wieder mit einer gehörigen Portion Ironie:

„Am unzornigsten, am blanksten und saubersten ist mein Klärli auf dem Gebiet der Liebe; sei es, dass sie darin handle oder darüber verhandle, und wehe dem, der auch nur von ferne Dinge antönt, die nicht rational sind auf diesem Gebiet! So zum Beispiel die Eifersucht. Oh, wie bürgerlich ist doch die Eifersucht. Wie lächerlich unmodern, unkonsequent!“

Eine ausführliche, ernsthafte Auseinandersetzung mit Klärli führt Humm gegen Ende des Buches in einem längeren Gespräch zu zweit auf dem Weg von ihrer Hütte nach Adelboden und zurück. Er versucht ihr dabei unter anderem klar zu machen, was der Preis der Rationalität ist:

„«Ihr» – und damit meinte ich sie und Fredi – «seid eben Menschen, die um einer Sache willen alles Menschliche zurückdrängen. […] Wundert Euch aber nicht, dass jeder Mensch, der zu euch unmittelbare Beziehung suchte und darin zurückgewiesen wurde, euch schliesslich selber sachlich sieht. Aus lauter Sachlichkeit seid ihr eben selber Sache geworden. Eine Sache und nichts mehr. Und ich kann euch künftig nicht anders betrachten.»“

In Bezug auf Werner, der durch seine ausserordentlich frühen Erfolge aufgefallen ist, versucht Humm die Art seiner Produktivität zu ergründen und stösst dabei auf prekäre Einsichten:

„In allen eigentlich neuschöpferischen Dingen muss er notwendig versagen. Was aber dann? Ein Mensch, den der anrüchige Berliner Ruhm kompromittierte, wird sich in diese Selbsterkenntnis schwerlich schicken. Das Erkenntnisvermögen (im eigentlichen Sinn) ist gering bei solchen Typen wie Werner, ihr Geistesgefühl ist von ästhetischer Art; es sind Denker, die nur Dinge anzuregen vermögen, die schon vorhanden sind, die ihnen also nicht die Eingebung schenkte.“

In dieser Überlegung deutet sich die Möglichkeit bereits an, dass Werner eines frühen Todes sterben könnte. Ausgesprochen ist dies bereits viele Seiten vorher, wo eine spontane Eingebung geschildert ist, die ohne weitere Begründung dasteht: „Und an dieser Türangel, ich weiss selber nicht wie, ist mir der Gedanke gekommen, dass Werner nicht mehr lange leben werde.“ Es sind wohl solche Stellen, die Humm meint, wenn er im „Nachtrag“ beteuert: „Ich habe keine Zeile, kein Wort an jenen Seiten meines Manuskriptes geändert, die sich über Werner aussprachen; manche nehmen heute eine merkwürdige Bedeutung an.“

## Ausgaben
- Das Linsengericht. Analysen eines Empfindsamen, mit zwanzig Federzeichnungen von Ignaz Epper, Urban-Verlag, Freiburg i.Br. 1928, 310 Seiten.
- Das Linsengericht. Analysen eines Empfindsamen, Werner Classen Verlag, Zürich und Stuttgart 1974, 175 Seiten, ISBN 3-7172-0212-X.
- Das Linsengericht. Analysen eines Empfindsamen, mit einem Nachwort von Eric Streiff, Buchclub Ex Libris, Zürich 1981, 245 Seiten (in der Reihe Frühling der Gegenwart. Der Schweizer Roman 1890–1950, herausgegeben von Charles Linsmayer)